# Jorasses (grupa górska)
Jorasses – grupa górska w Masywie Mont Blanc. Znajduje się na terytorium Francji (departament Górna Sabaudia) i Włoch (region Dolina Aosty). Na północny zachód od grupy znajduje się francuska dolina Vallée de Chamonix, a na południowy wschód włoska dolina Val Ferret.

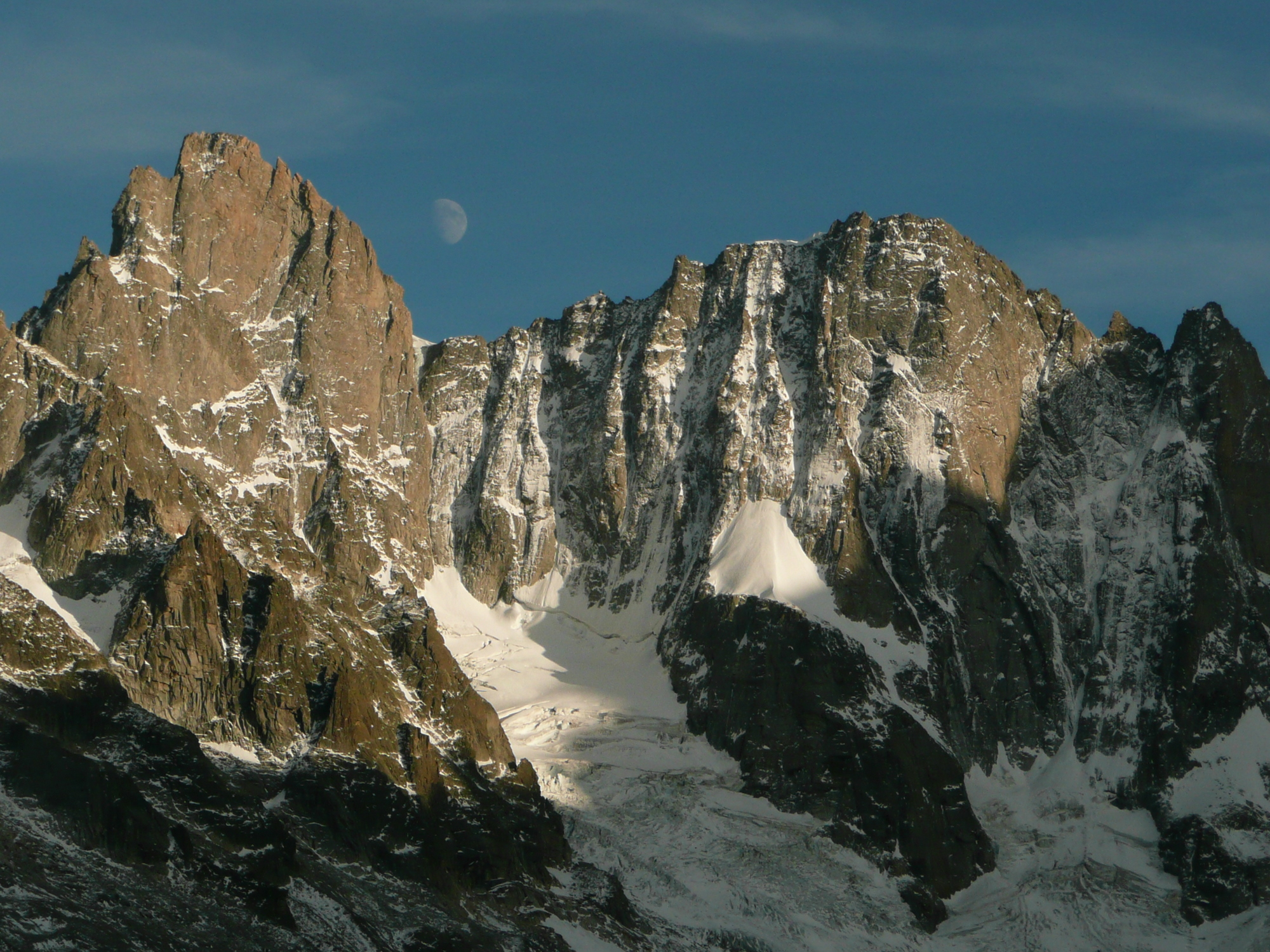
Petites Jorasses i Aiguille de Leschaux

W grani głównej, będącej granicą francusko-włoską, grupa ciągnie się od przełęczy Col de Talèfre (3544 m) na północnym wschodzie (za przełęczą zaczyna się grupa Triolet-Verte w Masywie Mont Blanc) do przełęczy Col du Géant (3360 m) za którą zaczyna się grupa Mont Blanc. Od północnego wschodu znajdują się tu m.in. szczyty: Aiguille Savoie (3603 m), Aiguille de Talèfre (3730 m), Aiguille de Eboulament (3599 m), Aiguille de Leschaux (3759 m), Petitet Jorasses (3650 m), Pointe de Frébouze (3530 m), grań Grandes Jorasses (z najwyższym wierzchołkiem Pointe Walker – 4208 m), szczyty Calotte de Rochefort (3981 m), Dôme de Rochefort (4015 m), Aiguille de Rochefort (4001 m), Dent du Géant (4014 m) i Aiguilles Marbrées (3535 m).
Od szczytu Aiguille de Leschaux odchodzi na południowy wschód niewielka grań ze szczytem Monte Gruetta (3684 m),
Od szczytu Pointe Walker w grani Grandes Jorasses również na południowy wschód odchodzi niewielka grań. Są tu szczyty Aiguille de Tronchey (3495 m) i Aiguille de l'Eveque (3258 m).
Na północ od szczytu Aiguille de Rochefort odchodzi długa grań m.in. ze szczytami: Mont Mallet (3970 m), Pointe Sisyphe (3460 m), turniami Les Periades (najwyższa Aiguille des Periades – 3503 m) i szczytem Aiguille du Tacul (3444 m).
Na północnych zboczach grupy Jorasses znajdują się lodowce: Glacier de Talèfre, Glacier de Leschaux, Mer de Glace, Glacier de Pierre Joseph, Glacier de Mont Mallet, Glacier du Tacul, Glacier du Capucin i Glacier des Périades, a na południowych m.in.: Ghiaccialo di Triolet, Ghiaccialo del Gruetta, Ghiaccialo di Frébouze, Glacier des Grandes Jorasses i Glacier de Rochefort.

## Przypisy

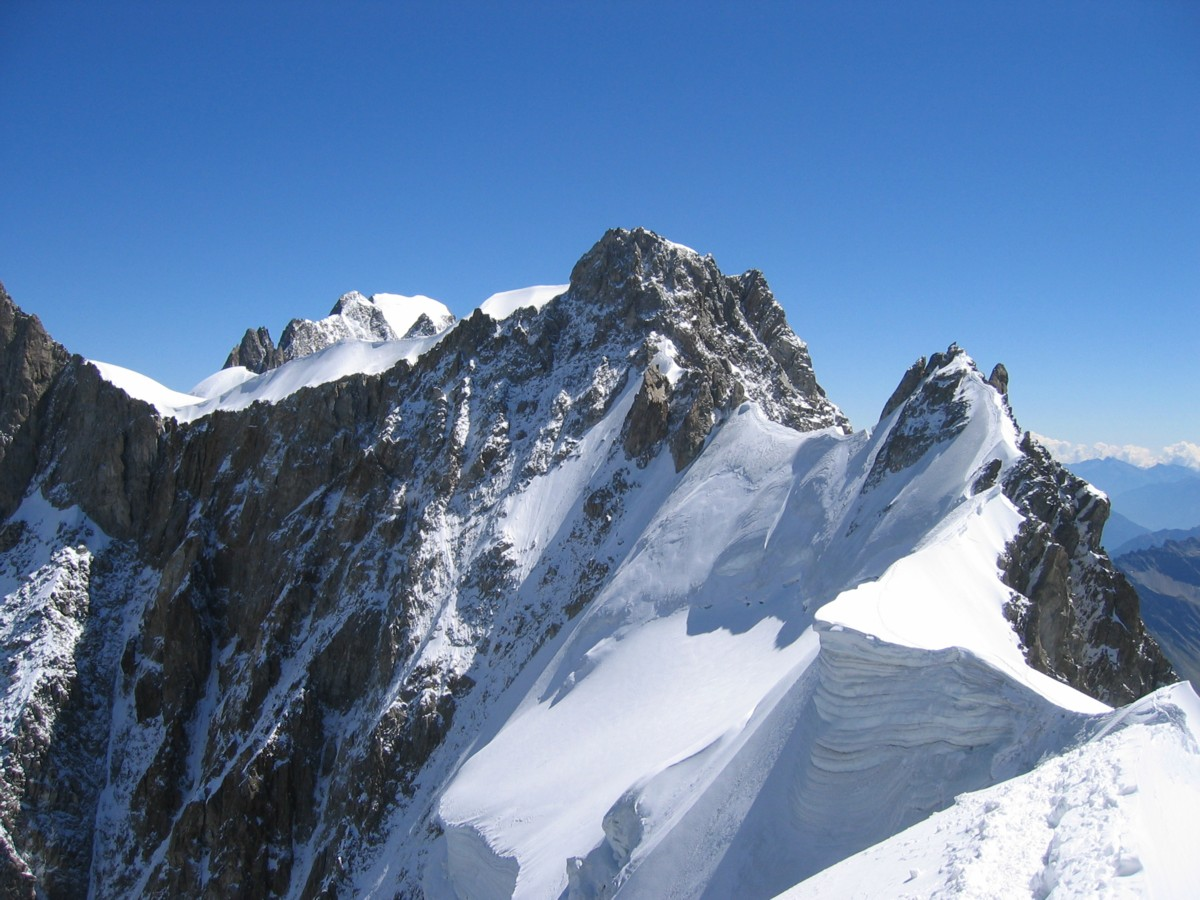
Aiguille de Rochefort